# Alcamo
Alcamo – miasto i gmina we Włoszech, w regionie Sycylia, w prowincji Trapani.
Według danych na rok 2004 gminę zamieszkiwały 42 022 osoby, 323,2 os./km².
Rozwinął się tu przemysł winiarski. W Alcamo znajduje się także uzdrowisko z gorącymi źródłami mineralnymi.

## Zabytki
- Zamek (Castello dei conti di Modica), wybudowany w XIV i XV wieku.

## Galeria zdjęć

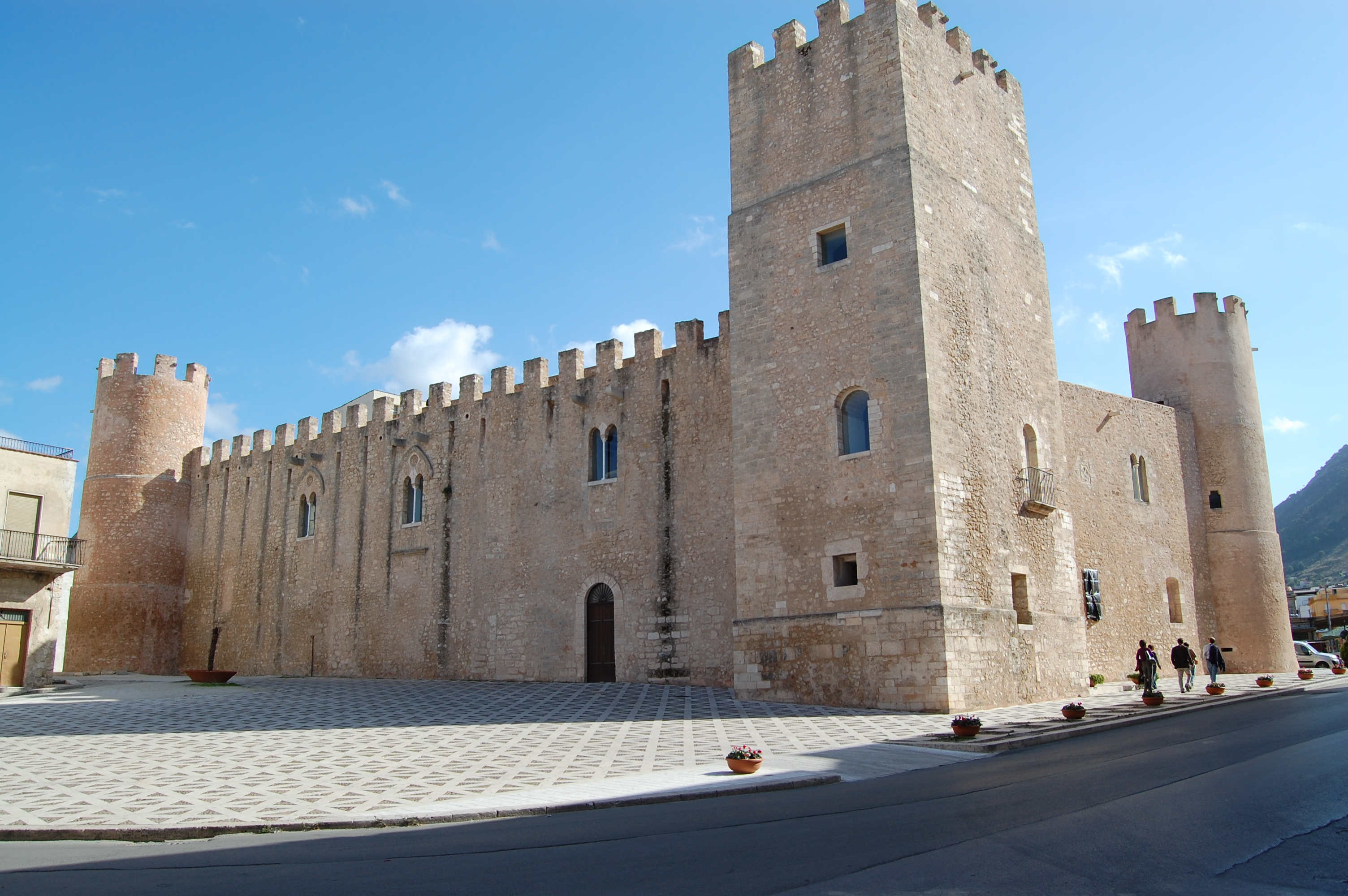
Zamek
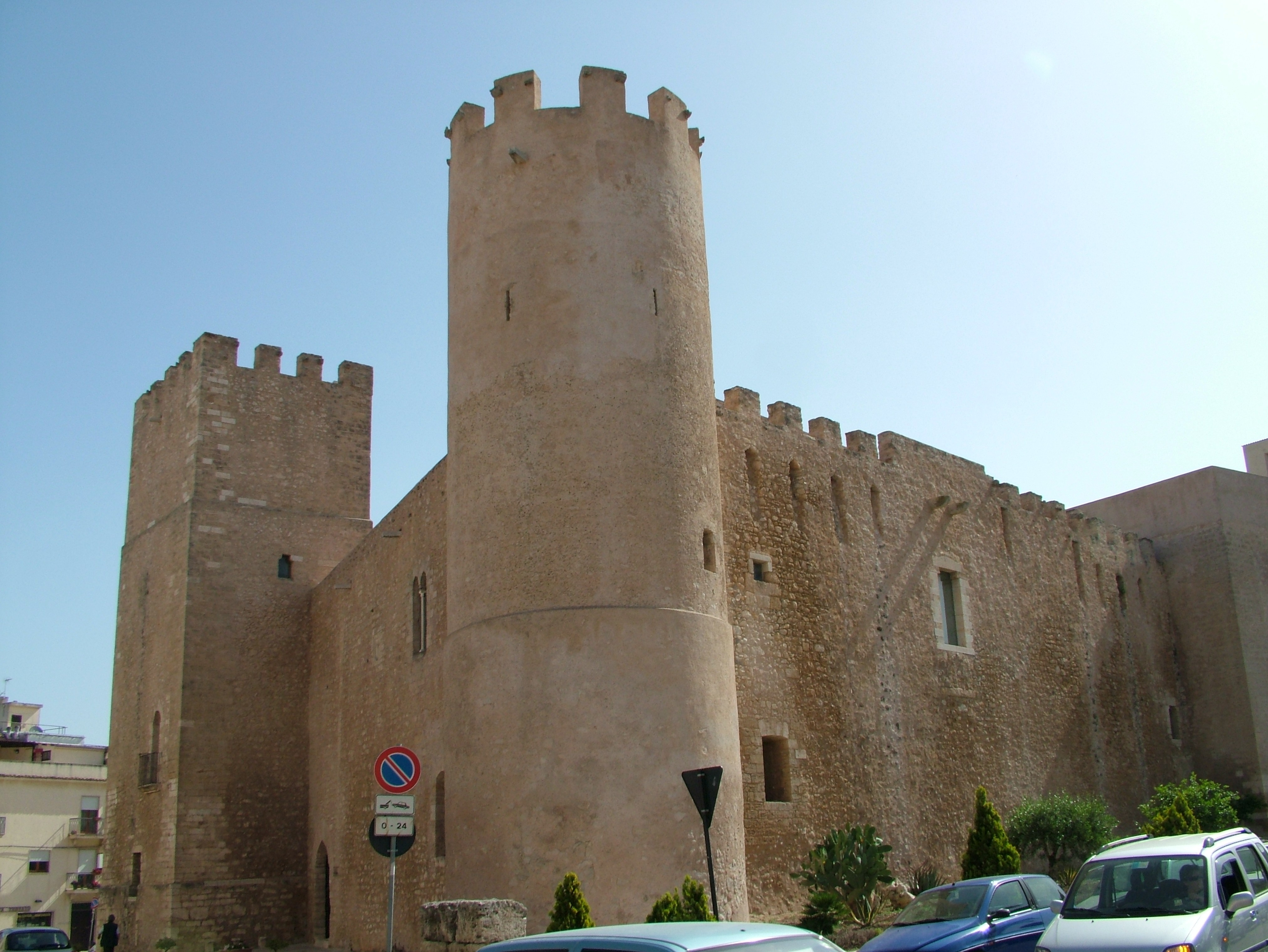
Zamek

## Miasta partnerskie
- Jełgawa, Łotwa